# Danaus cleophile
Espèce
Statut de conservation UICN

 NT  : Quasi menacé
Danaus cleophile est un insecte lépidoptère  de la famille des Nymphalidae, de la sous-famille des Danainae et du genre Danaus.

## Dénomination
Danaus cleophile a été décrit par Jean-Baptiste Godart en 1819 sous le nom initial de Danais cleophile.

### Noms vernaculaires
Danaus cleophile se nomme Caribbean Queen en anglais.

## Description
Danaus cleophile est un grand papillon aux ailes antérieures à bord externe concave. 
Les ailes sont de couleur jaune orangé discrètement veinées de marron et bordées de marron très largement au niveau de l'apex des ailes antérieures et cette bordure est ornées de deux lignes submarginales de points blancs et des taches blanches marquent l'apex marron des ailes antérieures.

## Biologie

### Plantes hôtes
La plante hôte de sa chenille est Asclepias curassavica.
Les Asclepiadaceae produisent un latex contenant des substances toxiques qui s'accumulent dans les chenilles ce qui rend la chenille et le futur papillon toxique pour les prédateurs.

## Écologie et distribution
Danaus cleophile est présent à Cuba, à la Jamaïque, en République dominicaine et à Haïti,.

### Protection
Noté NT sur le Red Data Book.

## Philatélie
La République de Guinée a émis un timbre représentant Danaus cleophile.